# Schloss Hohenstein (Oberfranken)

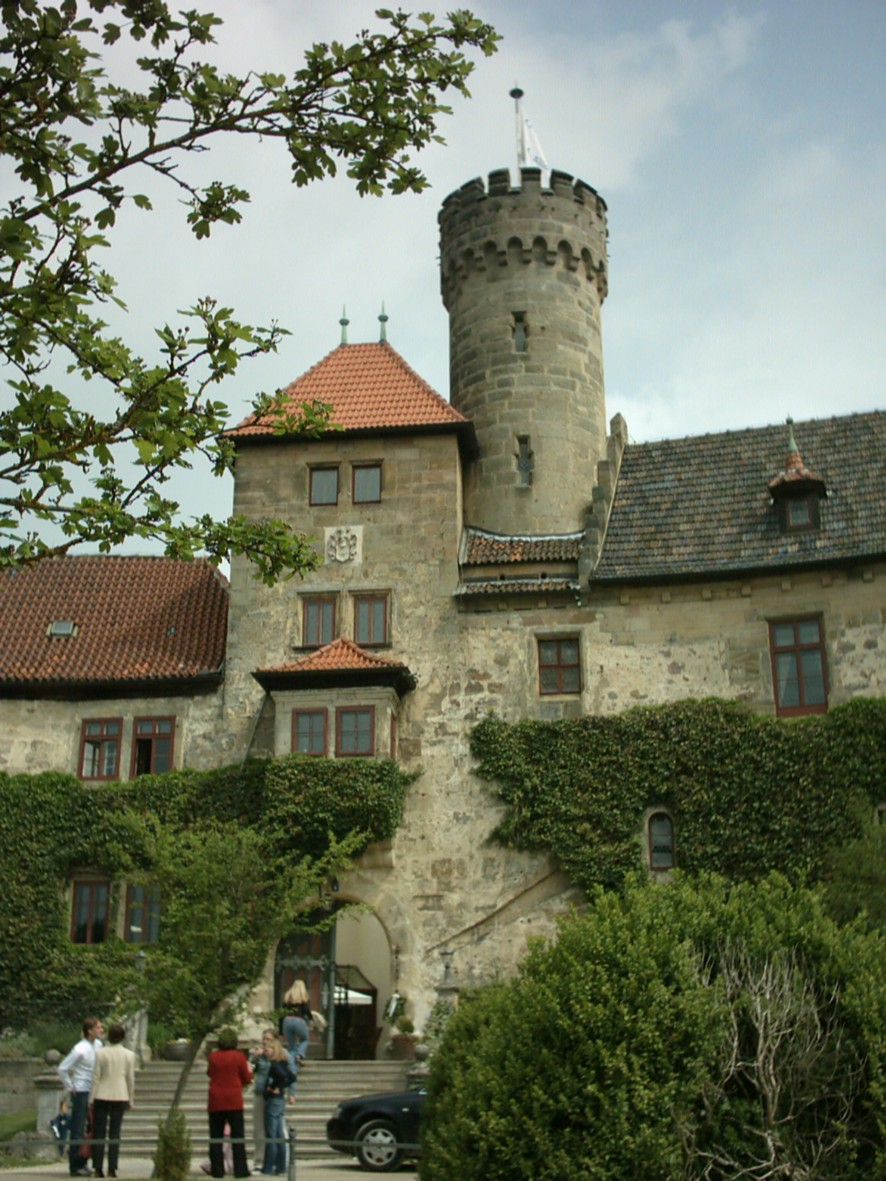
Hohenstein: Südwestseite, Lichtensteinbau, Bergfried und Torhaus

Das 1306 erstmals als Burg erwähnte Schloss Hohenstein liegt auf einem bewaldeten Sandstein-Felsrücken im Gemeindeteil Hohenstein der Gemeinde Ahorn, sechs Kilometer südwestlich von Coburg im bayerischen Oberfranken (Deutschland).

## Geschichte

### Burg Hohenstein
Das heutige Schloss Hohenstein wurde 1306 erstmals urkundlich als „Castum Hohenstein in dem Grabfelde“, also als Burg erwähnt. Als Besitzerin war die Gräfin Jutta von Henneberg eingetragen. In den folgenden 150 Jahren wechselte die Gipfelburg mehrmals den Besitzer bis zu Herzog Wilhelm von Sachsen, der die Burghut „zu dem Hohen Steyn“ den Brüdern Hans und Thomas von Lichtenstein zu Lehen gab. 1466 verwüsteten die bambergischen Vasallen Kunz von Aufseß und Kunz von Streitberg, deren Stammschlösser in der Fränkischen Schweiz lagen, die Burg. Beide Ritter und ihr ebenfalls beteiligter Bruder Kunz Ochs wurden bald darauf durch das Coburger Ratsgericht verurteilt, den angerichteten Schaden zu ersetzen und 4000 Gulden wegen Landfriedensbruchs an die Coburger Herrschaft zu zahlen.
Im Mai 1521 überfiel der Raubritter Thomas von Absberg an der Knittlinger Steige in der Nähe des Klosters Maulbronn eine Gruppe von Heimkehrern vom Reichstag in Worms. Dabei fielen ihm zwei überaus prominente Persönlichkeiten in die Hände: Hans Lamparter von Greiffenstein, der Sprecher des Kaisers, sowie Johann Lucas, der im persönlichen Auftrag des Kaisers Geldgeschäfte abwickelte. Absberg brachte die beiden kaiserlichen Räte zunächst auf die Burg Hohenstein. Dort lagen sie viele Wochen im Turm. Die enormen Lösegeldforderungen wurden nicht erfüllt, doch die Entführung löste 1523 seitens des Kaisers und des Schwäbischen Bundes den Fränkischen Krieg aus.
1525 fielen aufständische Bauern aus den Horden des Thomas Münzer ein, die die mittelalterliche Burg bis auf die Grundmauern niederbrannten. Ein Teil des quadratischen Turmes der südlichen Vorburg war als Ruine neben der Schlosskapelle erhalten.

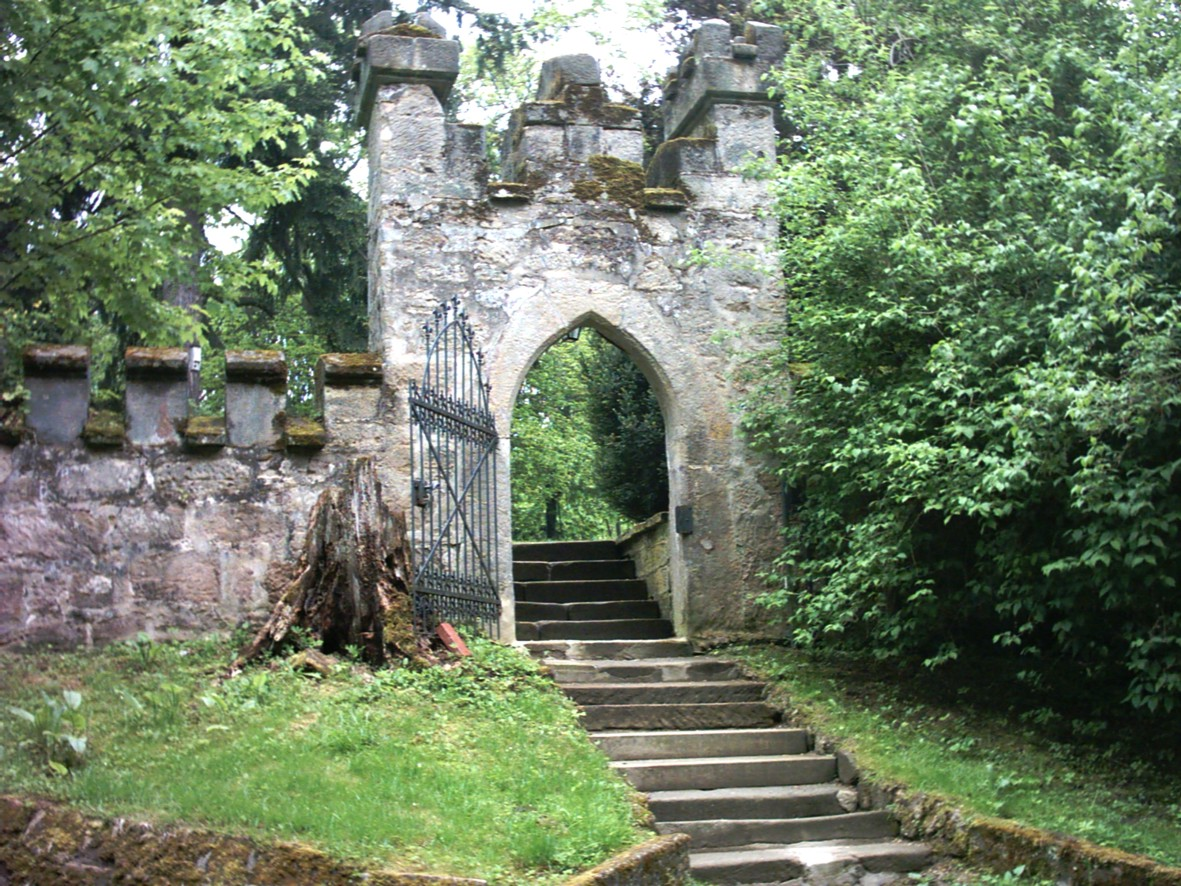
Treppenaufgang durch den Schlosspark

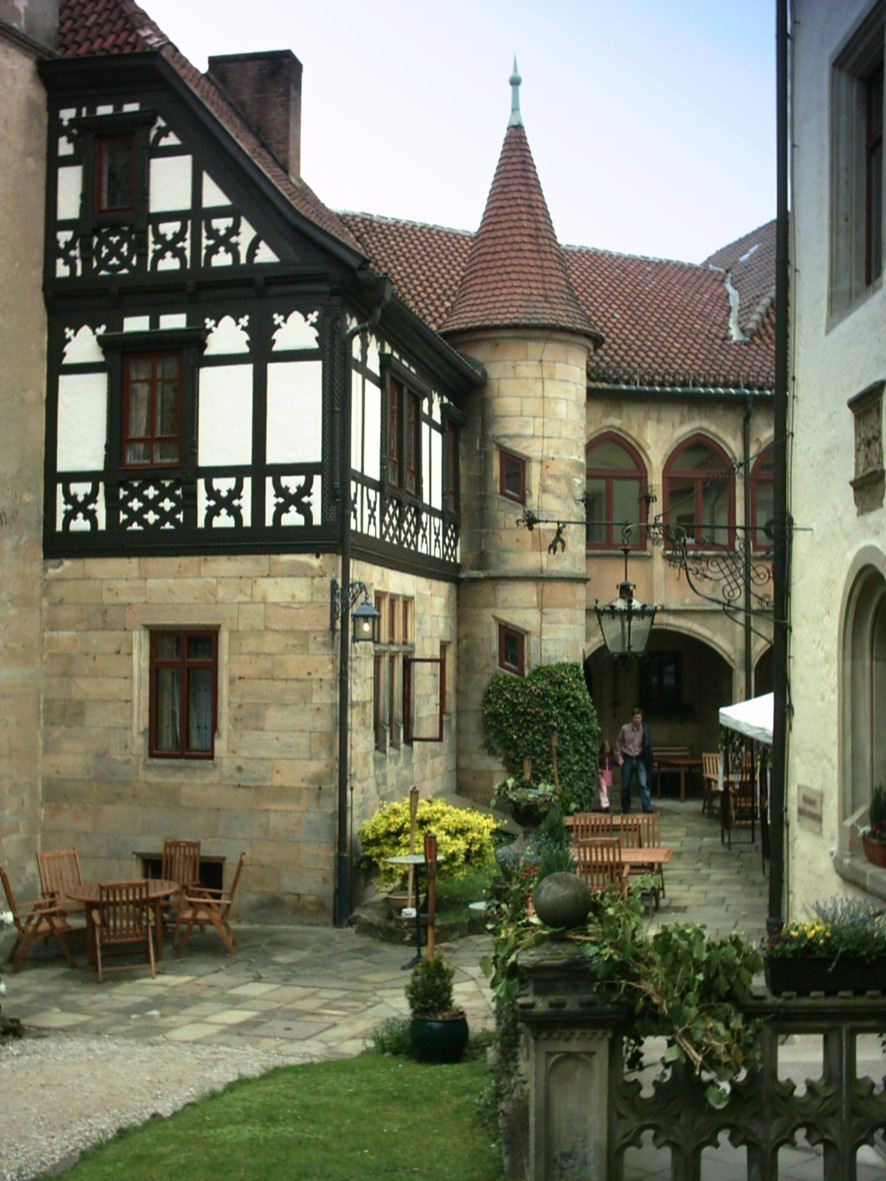
Innenhof mit dem Nordflügel

### Schloss Hohenstein
Die unbewohnbaren Burgreste, noch immer im Lehen derer von Lichtenstein, wurden erst 1573 von Michael von Lichtenstein als Schloss im Stil der Renaissance umgebaut, wie eine Inschrift am so genannten Lichtensteinbau bezeugt. In dieser Zeit entstand auch das hohe Torhaus. Der runde Turm, an den sich das Torhaus schmiegt, ist sechs Jahre älter und bietet von seiner Zinnenkrone Ausblicke auf die umliegenden Schlösser Banz und Callenberg, die Basilika Vierzehnheiligen, die Veste Heldburg und die Altenburg bei Bamberg.
Kurz vor Ende des Dreißigjährigen Krieges wurde das Schloss 1648 von „schwedischen Völkern“ geplündert und fünf Jahre danach an Christof von Thüna, Amtmann zu Schauenstein (Brandenburg), verkauft. Thüna vermachte das Anwesen seinen fünf Töchtern zu gleichen Teilen. Die jüngste Erbin heiratete Johann Helmhard Auer von Herrenkirchen, der seine Schwägerinnen auszahlte und so das Schloss über drei Generationen in der Familie halten konnte. 1741 erwarb der Kammerjunker Adam von Schauroth aus Ansbach das Anwesen für 65.000 fränkische Gulden und 200 Dukaten Gönnegeld für laufende Nutzung und veräußerte es 18 Jahre später an den braunschweigischen Generalleutnant Philipp Ernst Freiherr von Imhof (Schreibweise auf einigen Gedenksteinen auch „Imhoff“). Der neue Besitzer ließ das Schloss nach seinen eigenen Vorstellungen umbauen und den Schlossgarten zunächst im Stil des Rokoko anlegen, den seine Nachfahren zu einem romantischen Park ausbauten. 1937 verkaufte die Familie von Imhoff das Schloss, behielt aber bis heute die Ländereien.
Im Dritten Reich wurde das Schloss ab 1941 zunächst von der Reichspost als Posterholungsheim genutzt und nach dem Zweiten Weltkrieg von der Deutschen Bundespost an die Caritas verpachtet, die ein Seniorenheim einrichtete. 1976 verkaufte die Post das Anwesen an den Münchener Unternehmer Oskar Hacker, der das Schloss zwischen 1987 und 1993 restaurieren ließ, um es als Gästehaus mit Weinstube und Restaurant zu eröffnen. 1996 verpachtete Hacker sein Schloss an die Hotelbetriebsgesellschaft Kötterl & Wandt, die es als Schlosshotel mit gehobener Gastronomie weiterführt. Das Schloss befindet sich nach dem Tod von Oskar Hacker im Jahr 2016 im Eigentum der gemeinnützigen Oskar-Hacker-Stiftung, die ihren Sitz auf dem Schloss hat. Die Stiftung wird den Schlosspark in den Jahren 2025 bis 2028 auch mit Mitteln des Freistaats Bayern und der Oberfrankenstiftung umfangreich sanieren. Im Schloss wird heute die mit einem Grünen Michelin-Stern ausgezeichnete Gastronomie und ein Hotel betrieben. Im Schlosspark befindet sich der WhiteCube des international tätigen Photographen Mike Meyer sowie Glaskunst von Borowski.

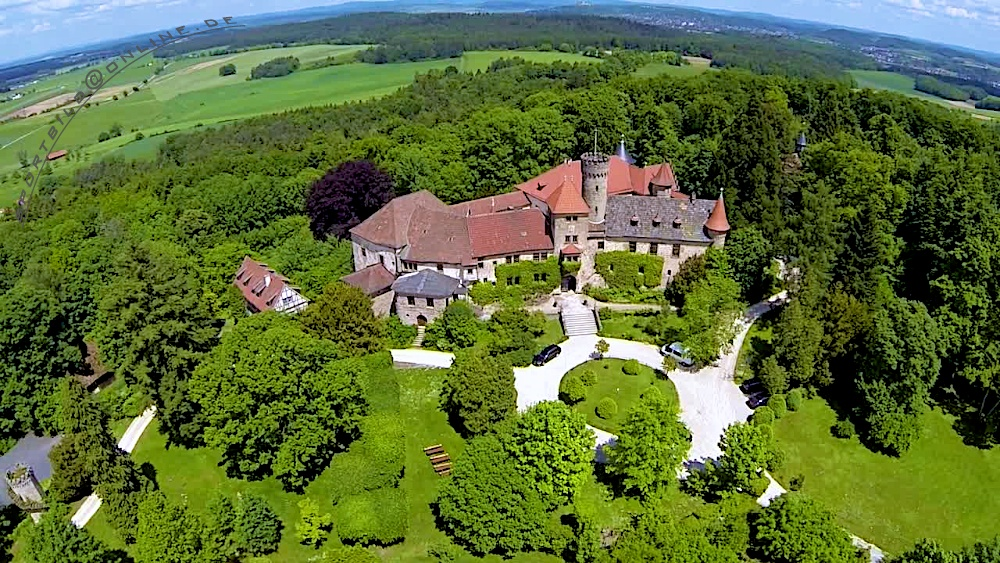
Schloß Hohenstein

### Gemeinde Hohenstein
Die Gemeinde Hohenstein wurde am 20. Juni 1898 in die Gemeinde Schafhof eingegliedert.

## Schlosskapelle

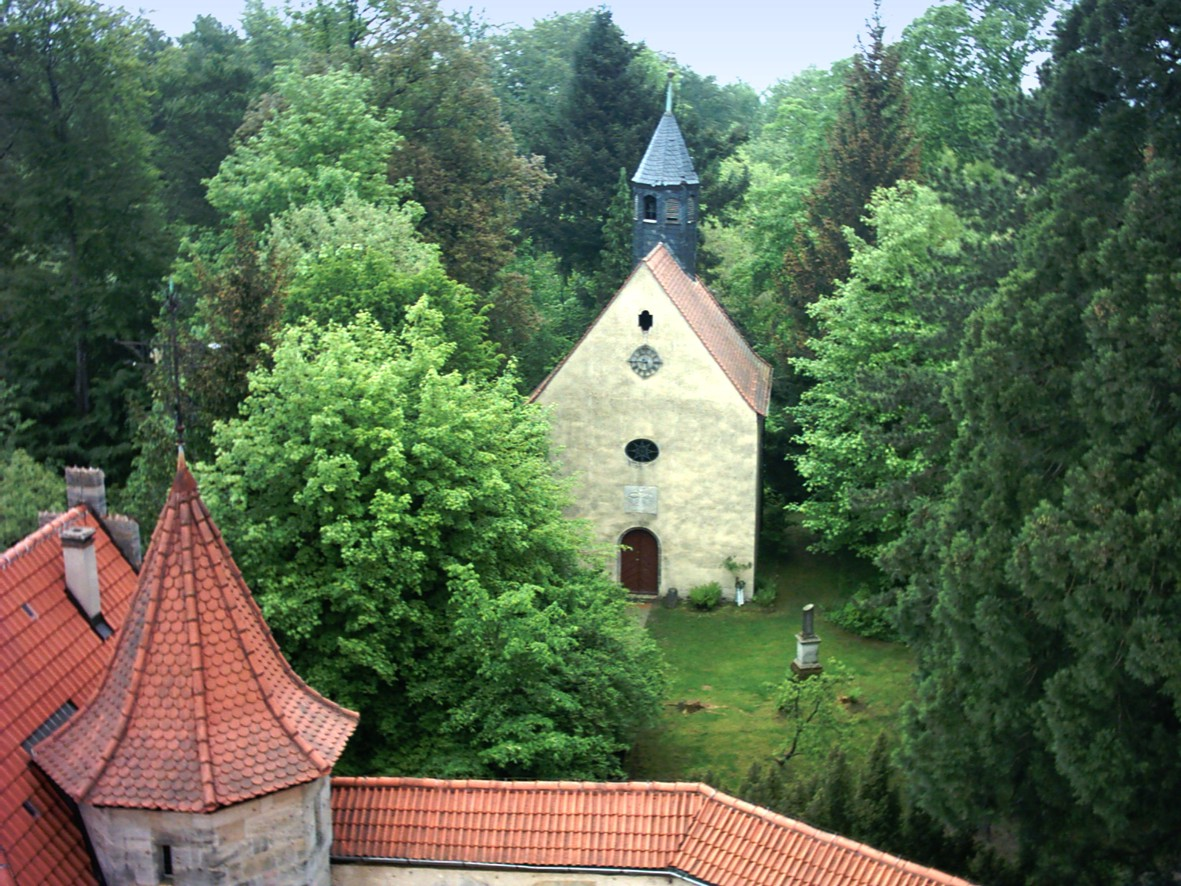
Schlosskapelle

Innerhalb der ursprünglichen mittelalterlichen Burganlage ließ in der zweiten Hälfte des 17. Jahrhunderts wahrscheinlich Christof Freiherr von Thüna, dessen Ehewappen über dem Portal angebracht ist, die Schlosskapelle errichten. Der rechteckig angelegte Bau, dessen Dach ein Dachreiter mit doppeltem Glockenstuhl ziert, schließt nach Süden hin mit dem Altarraum dreiseitig ab. Über dem durchgehenden Innenraum der Kapelle mit seiner schlichten Holzdecke erhebt sich im Norden eine einfache und im Osten eine doppelte Empore. Auf das Jahr 1688 datiert ist die Kanzel mit ihrem prächtigen, aus Holz geschnitzten Schalldeckel. Ein Grabmal des Johann Helmhard Auer von Herrenkirchen († 1718) befindet sich hinter dem Altar. Reich gestaltet ist das Epitaph des Philipp Ernst von Imhof († 1768) an der Westwand des Kirchenraums.
1749 bis 1751 wirkte der fränkische Kirchenmusiker Johann Heinrich Zang als Organist auf Schloss Hohenstein. Die von ihm bespielte Orgel aus dem Jahr 1709 ist auf der Orgelempore oberhalb des schlichten Altars nur noch in Bruchstücken erhalten.

## Rokokopark

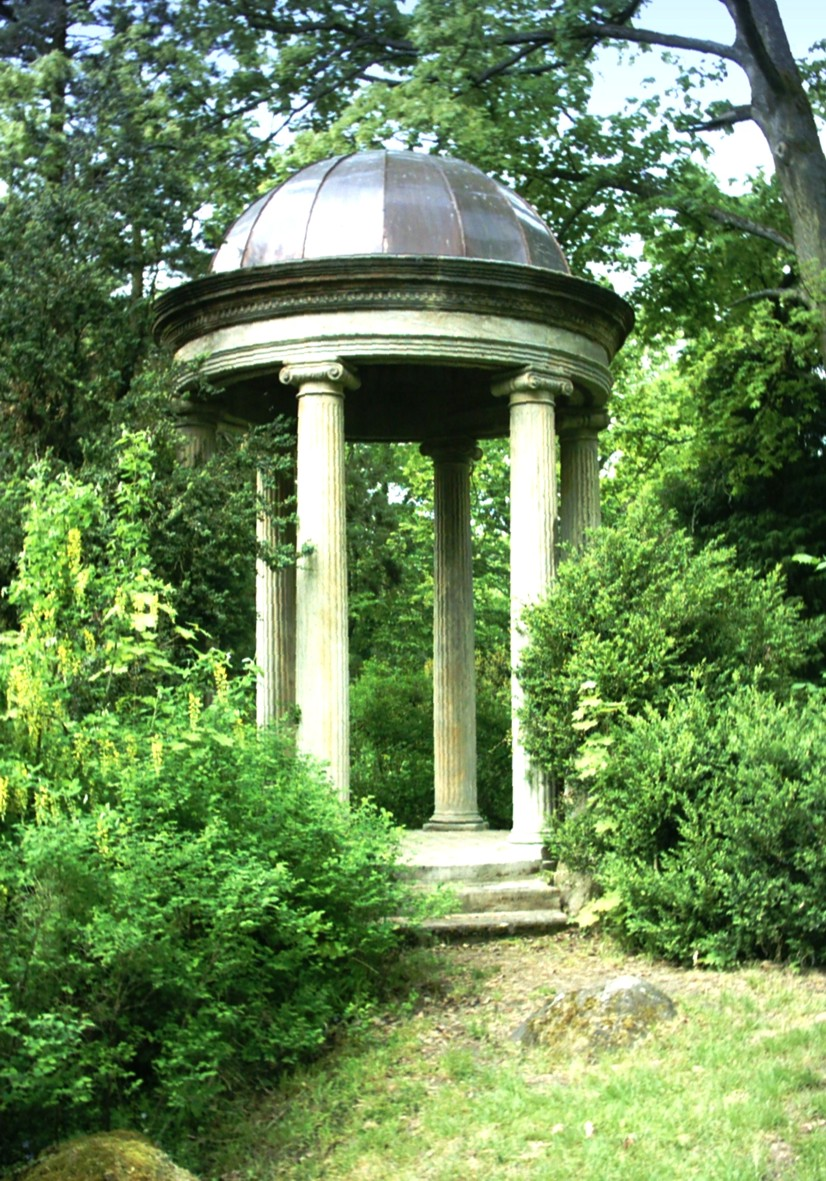
Monopteros im Schlosspark

Der Park, den die Familie von Imhof in einem Zeitraum von mehr als 150 Jahren rund um Schloss Hohenstein anlegen ließ, spiegelt im Grundsatz die Prinzipien des spätromantischen Englischen Gartens wider, allerdings durchsetzt von Elementen aus der Familiengeschichte derer von Imhof und ihrer Verehrung der Reichsgeschichte. Hierdurch unterscheidet sich der Schlosspark von Hohenstein stark von den anderen bekannten Landschaftsgärten im Coburger, Bayreuther und Bamberger Raum. Um die durch die romantische Gartenkunst geforderten Ausblicke und Sichtachsen verwirklichen zu können, ließ man kleinere Bauernanwesen abreißen und den dichten Wald durch einheimische und überseeische Gehölze ersetzen. Keller wurden in Grotten verwandelt, steinerne Ausblicke geschaffen, Ruhebänke und verschlungene Wege angelegt, Burgmauern mit einem zinnenbekrönten Aussichtsturm errichtet und ein Monopteros neben einem kleinen künstlichen Wasserfall aufgestellt. Freiflächen mit romantischen Staudenbeeten, Laubengänge und Freitreppen und die obligatorische Theaterbühne sowie ein in Fachwerk ausgeführtes Pförtnerhaus entstanden. Auch eine pittoreske, fränkische geleitete Linde (Schirmlinde) ist Teil des Gartenensembles. Von den vielen exotischen Baumarten, die gepflanzt wurden, befinden sich noch stattliche Exemplare im Park von Schloss Hohenstein unabhängig von der im 20. Jahrhundert zunehmend dem Verfall preisgegebenen Gesamtanlage. Seit 2001 sorgt ein als Verein eingetragener Freundeskreis wieder für die notwendige Unterstützung zur Wiederherstellung des Schlossgartens in seiner ursprünglichen Form unter den Gesichtspunkten des Denkmalschutzes. Die Ausblicke und Sichtbeziehungen, die ehemals bis weit in das Coburger und Bamberger Land reichten, sind zwar zugewachsen, dennoch stellt der öffentlich zugängliche Park ein Kleinod unter den fränkischen Landschaftsgärten dar.

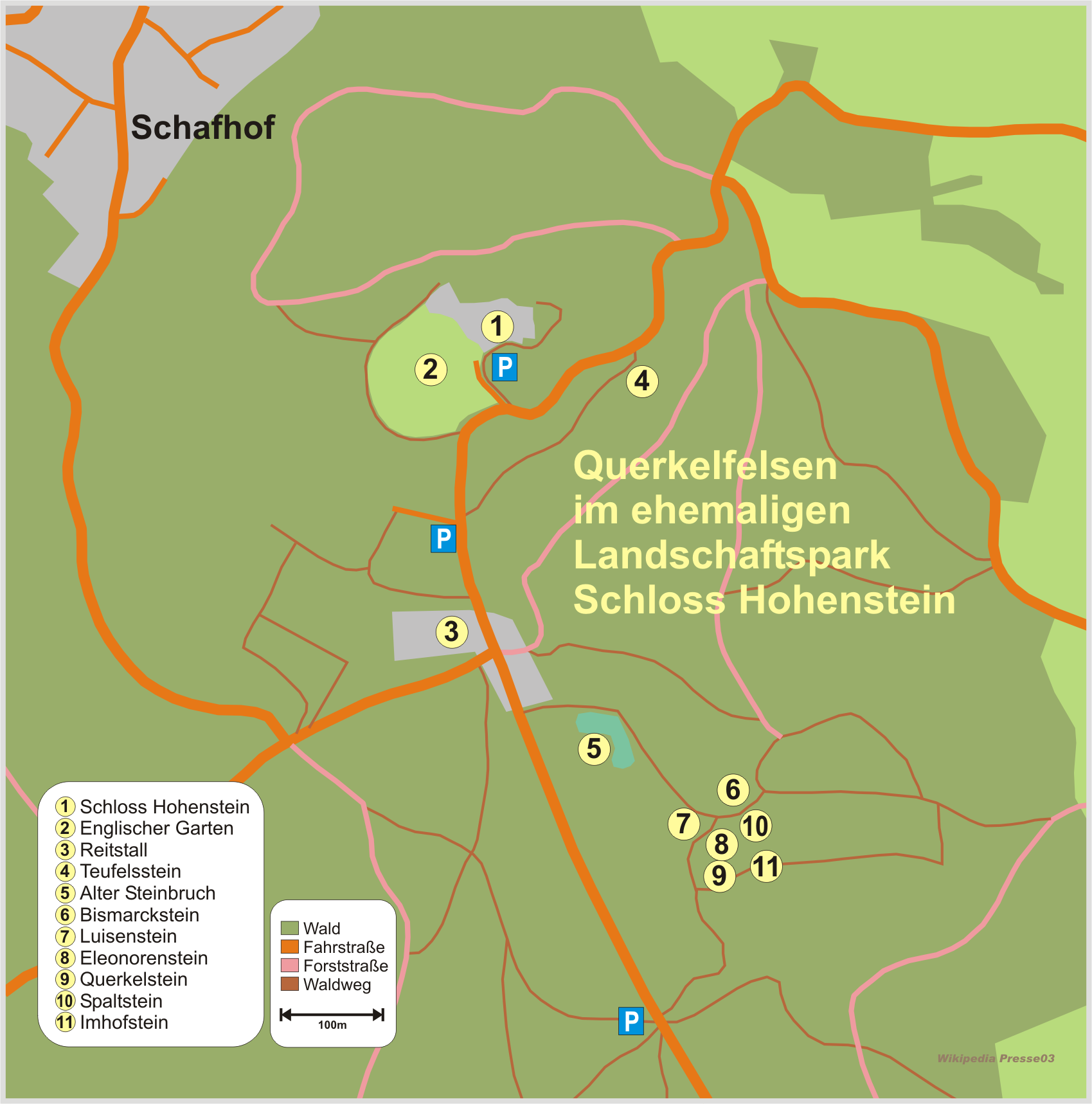
Lage und Wege der Querkelfelsen Hohenstein

## Ehemaliger Landschaftsgarten
Aus östlichen Berghang von Schloss Hohenstein in Richtung des Dorfes Stöppach ragen verstreut einige Sandsteinformationen hervor. Die Schlossinhaber Imhof ließen im 19. Jahrhundert einen Teil der Felsen bearbeiten. So entstanden Treppenaufgänge, Grotten, Steinbänke, Reliefs und sogar zwei auf die Felsen gesetzte Holzhütten. Das Ensemble erhielt dadurch die Staffagen eines Landschaftsgartens. Der heute vorwiegend junge Waldbestand lässt den Schluss zu, dass das Gelände früher deutlich offener war und weite Ausblicke in die Landschaft ermöglichte. Zwischen den durch beschilderte Wege verbundenen Felsen befinden sich auch einige aus Sandstein gehauene Ruhebänke. Über die Entstehung der Felsen ist eine Sage überliefert.

### Die Querkel-Sage
Der Sage nach lebten und arbeiteten auf dem Berg Hohenstein mehr als fünf Dutzend Zwerge, in Franken Querkel genannt. Sie bauten im Berg eifrig das vorhandene Gold und Silber ab. Auch halfen sie den Bauern im nahegelegenen Dorf Stöppach beim winterlichen Dreschen und brachten dann und wann Golddukaten mit oder schenkten den Kindern glitzernde Steinchen. Dafür erhielten sie von den Bauersfrauen Brot und Geräuchertes zur Vesper. Auch halfen sie armen Leuten bei der Ernte und machten sich in den Ställen nützlich. So kehrte bald im Dorf der Wohlstand ein. Aber einmal hatte eine Bauersfrau vergessen, den Querkeln das Abendbrot zu richten und als sie nach getaner Arbeit in der Küche nicht den gewohnten Vesperschmaus vorfanden, öffneten sie die Vorratstruhe, um sich ihren Teil zu holen. Dabei erwischte sie der recht geizige und habgierige Bauer und prügelte mit dem Ochsenziemer auf sie ein, da er glaubte, sie hätten sich mehr genommen als ihnen zustand. In ihrer Not sprangen die Männlein heulend durch Tür und Fenster und flohen zurück zum Hohenstein. Dort packten sie ihre Siebensachen und ihre Gold- und Silberschätze zusammen, um den Hohenstein zu verlassen. Doch bevor sie sich in der Nacht, als alle Bauern schliefen, davonmachten, warfen die enttäuschten Querkel vor Wut riesige Steinblöcke den Hang hinunter, die jedoch das Dorf nicht trafen und am Abhang liegen blieben. Fortan waren die hilfreichen Männlein nie wieder in der Gegend gesehen. Vergeblich warteten die Stöppacher Bauern und Bäuerinnen auf ihre Helfer. Auf der Suche nach ihnen fanden sie am Hang die Felsen, die vorher den Berg gekrönt hatten. Mit dem Wohlstand im Dorf war es nun vorbei. Bald war Stöppach in seiner Armut von den Nachbargemeinden nicht mehr zu unterscheiden. Den Steinformationen am Berghang gaben sie den Namen Querkelfelsen, wie man sie heute noch nennt.

### Die Querkelfelsen

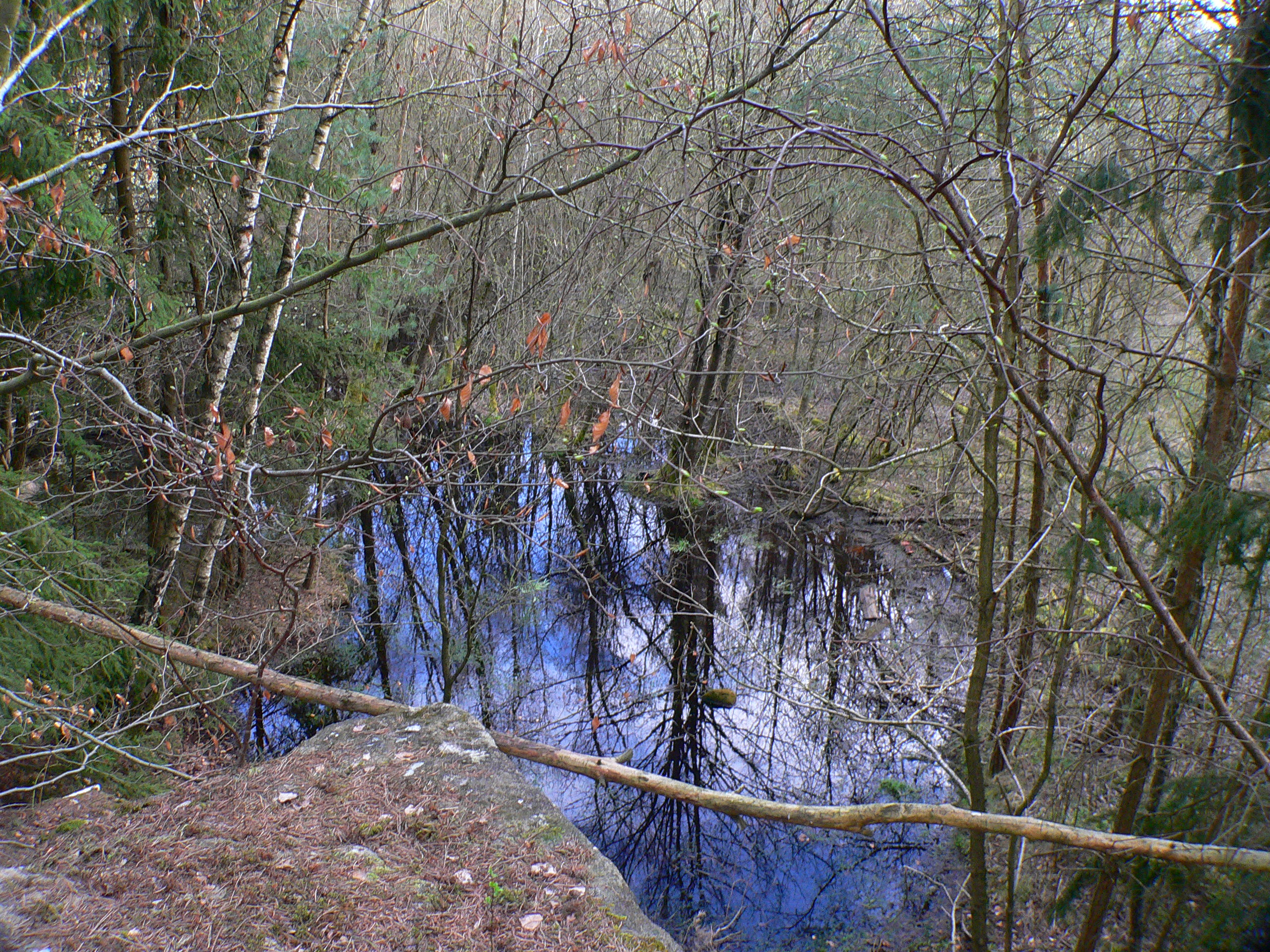
Alter Steinbruch

Die Querkelfelsen erkundet man vom ausgeschilderten schmalen Weg unmittelbar südlich der Reithalle vorbei am Alten Steinbruch. Seit 2011 weisen Rundwegschilder den Weg. Standortschilder mit den Namen der Felsen befinden sich an den jeweiligen Formationen.

#### Querkelstein
Auf den Querkelstein führt eine in den Felsen gehauene Treppe mit zwölf Stufen. Auf dem Felsen befand sich, den Spuren nach, ursprünglich eine hölzerne Aussichtskanzel.

#### Imhofstein
In den Imhofstein wurden 1898 die Initialen „GI“ geschlagen, im Andenken an Gustav von Imhof, der 1890 die letzten großen Renovierungen am Schloss vornehmen ließ wie den Neubau des Süd-Ost-Traktes und im Schlossgarten einen Turm mit Außentreppe. Am 1. Mai 1891 fand durch seine Initiative an den Querkelsteinen ein öffentliches Konzert statt, das von 500 Personen besucht wurde. Die Konzertreihe wurden einige Jahre fortgeführt.

#### Luisenstein
Am Luisenstein befindet sich die älteste Jahreszahl 1850, die von einem „L“ durchkreuzt ist. Das „L“ steht für Luise von Molke, die Ehefrau des 5. Imhofs.

#### Eleonorenstein
Der Eleonorenstein erinnert durch eine am Felsen angebrachte Glasplatte aus dem Jahr 1910 an die dritte Gemahlin von Gustav von Imhof.

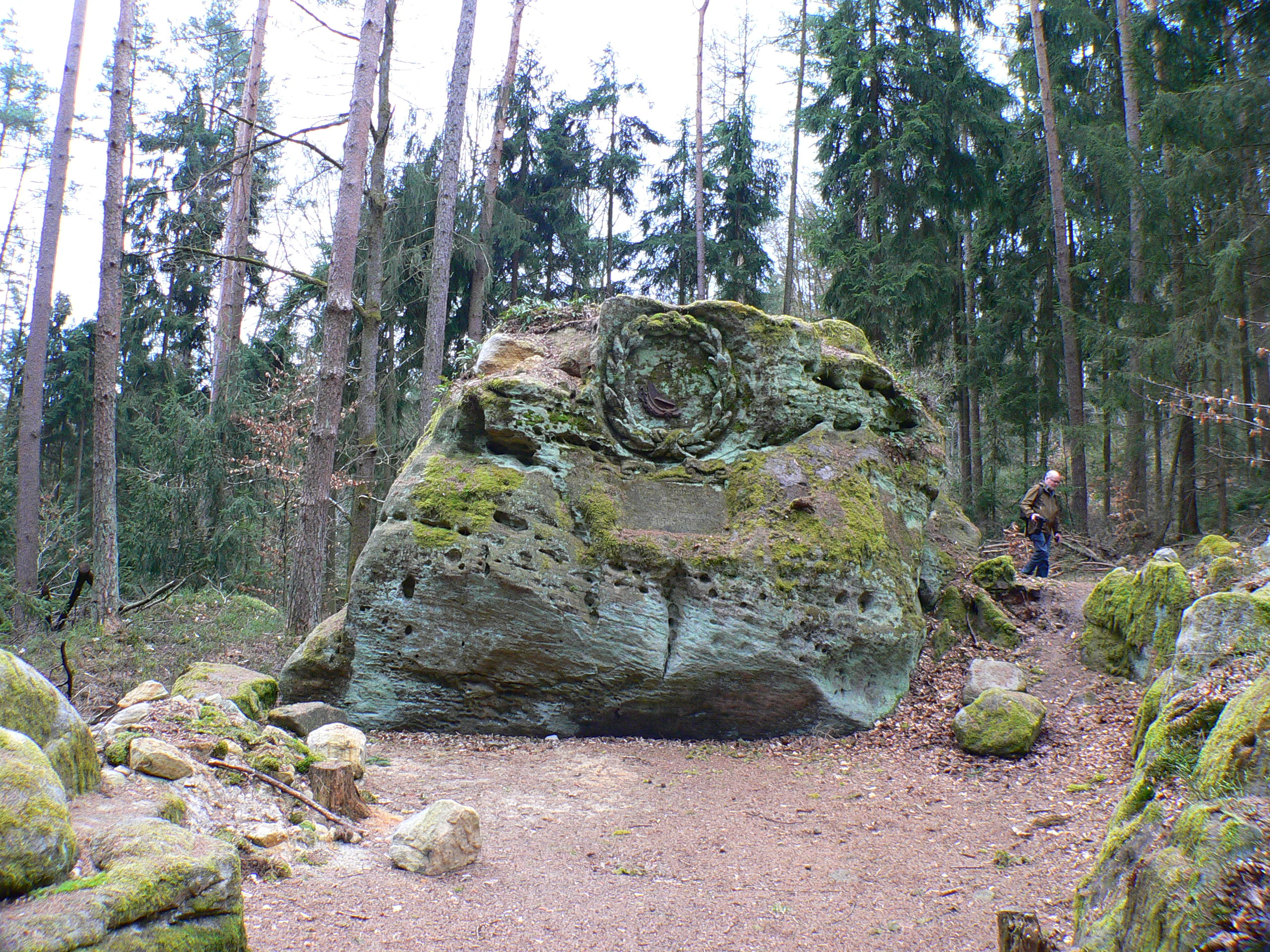
Bismarckstein

#### Bismarckstein
Am Bismarckstein befindet sich ein großes Bronzerelief mit der Jahreszahl 1899 und der Inschrift „Dem Kanzler des neuerstandenen Deutschen Reichs“. Eine mächtige in den Felsen gehauene Treppe führt zu dem Relief.

#### Spaltstein
Der Spaltstein (ohne Bearbeitung) besteht eigentlich aus zwei nebeneinander liegenden Felsen, die durch einen schmalen Durchgang den Weg bergan ermöglichen.

#### Teufelsstein
Der Teufelsstein befindet sich deutlich nördlich der anderen Formationen. Er war um 1815 mit einer Hütte ausgestattet, die über zwei Steintreppen und einer dazwischenliegenden Holzbrücke erreichbar war. Die Holzbauten sind nicht mehr vorhanden. Steinerne Treppenaufgänge und Brückenwiderlager dagegen noch gut erhalten.

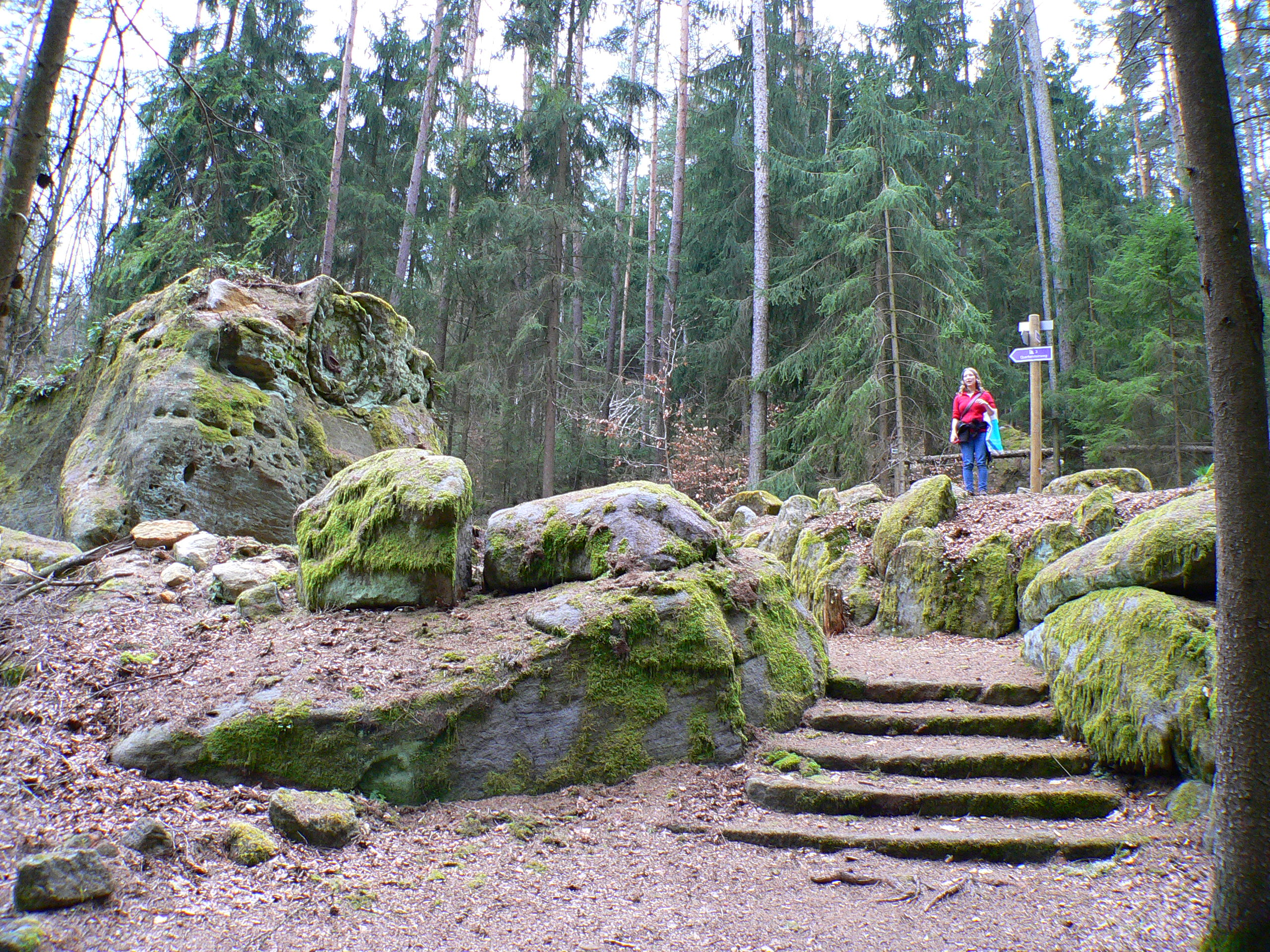
Bismarckstein
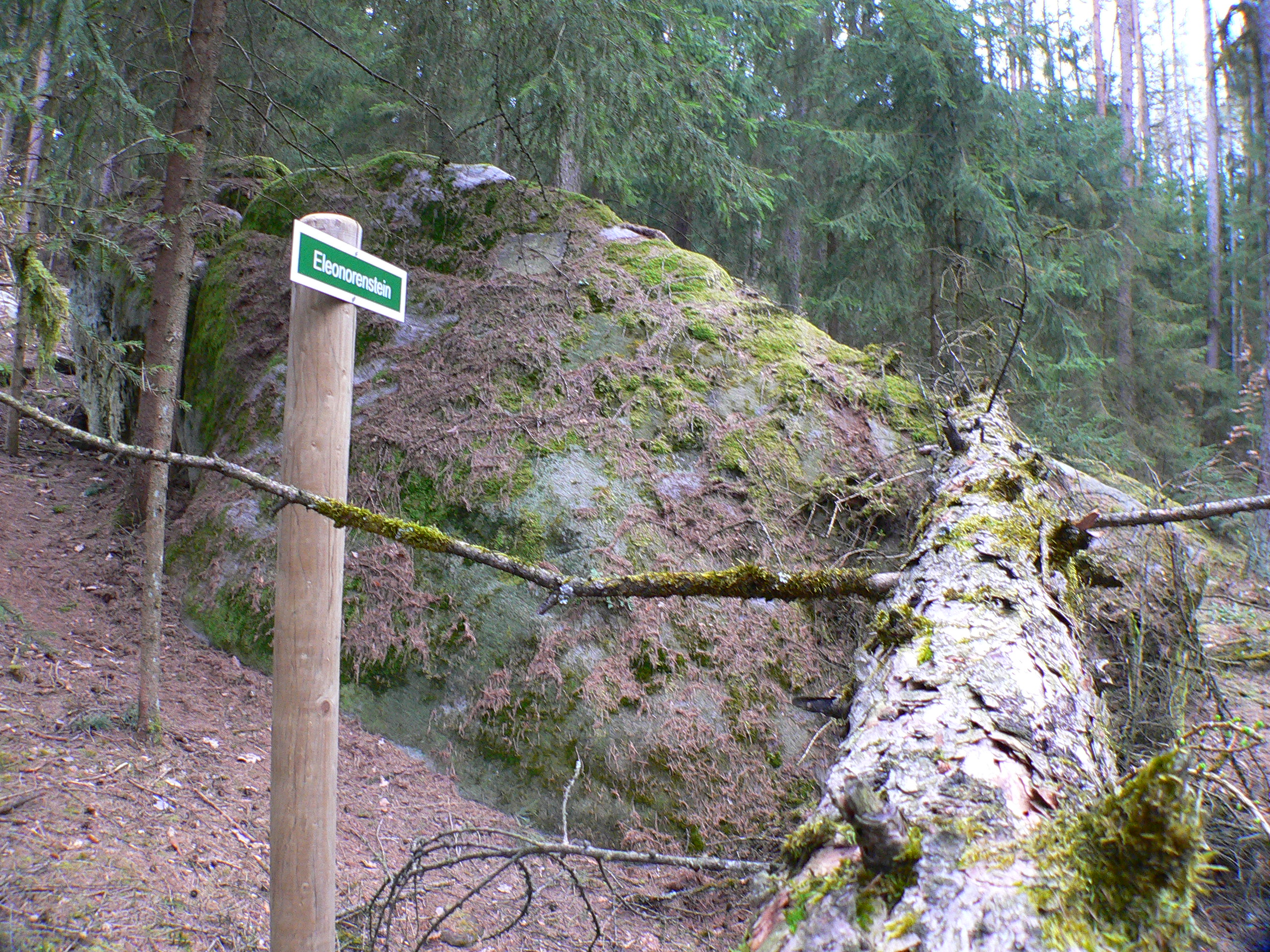
Eleonorenstein
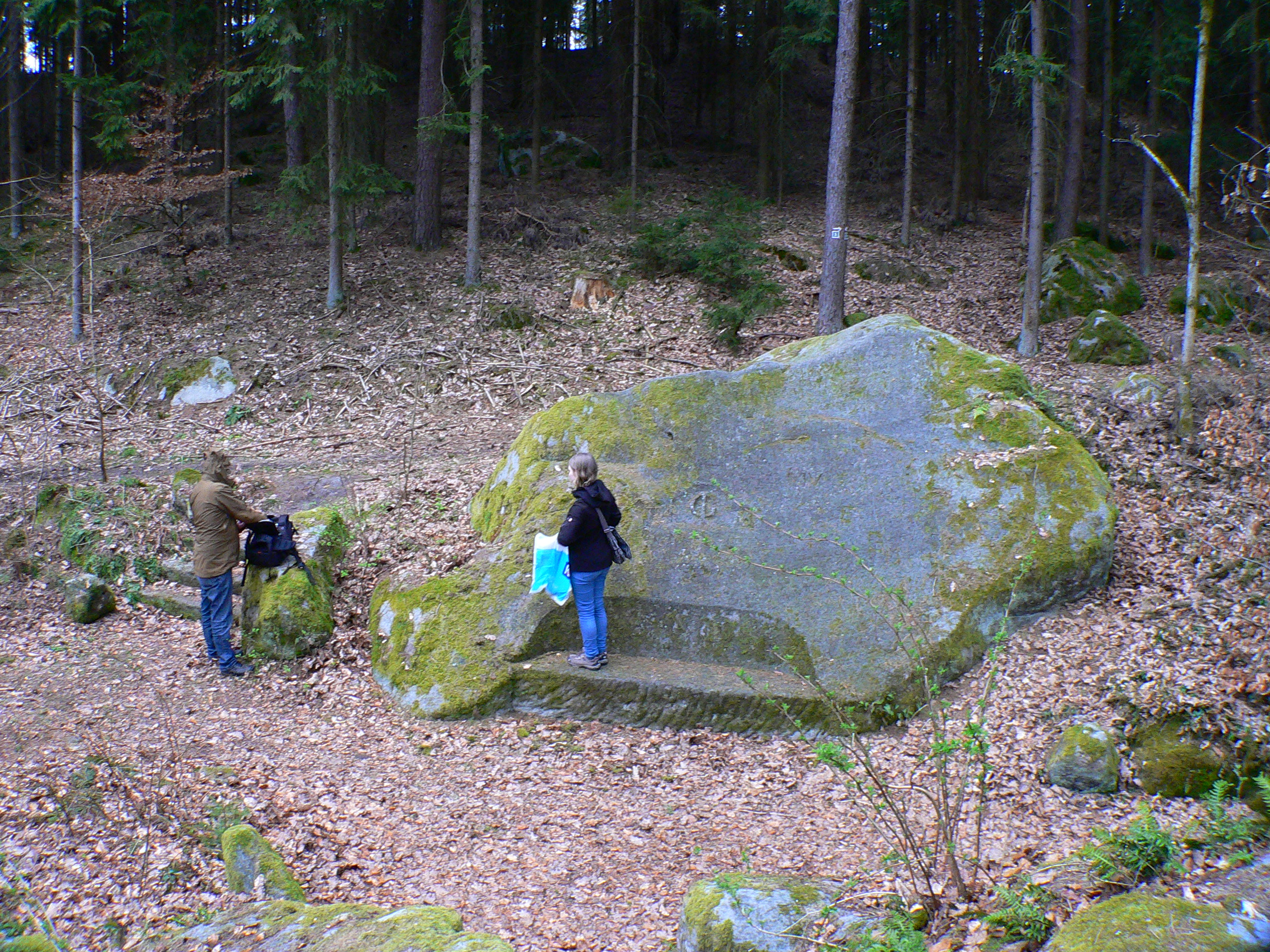
Imhofstein
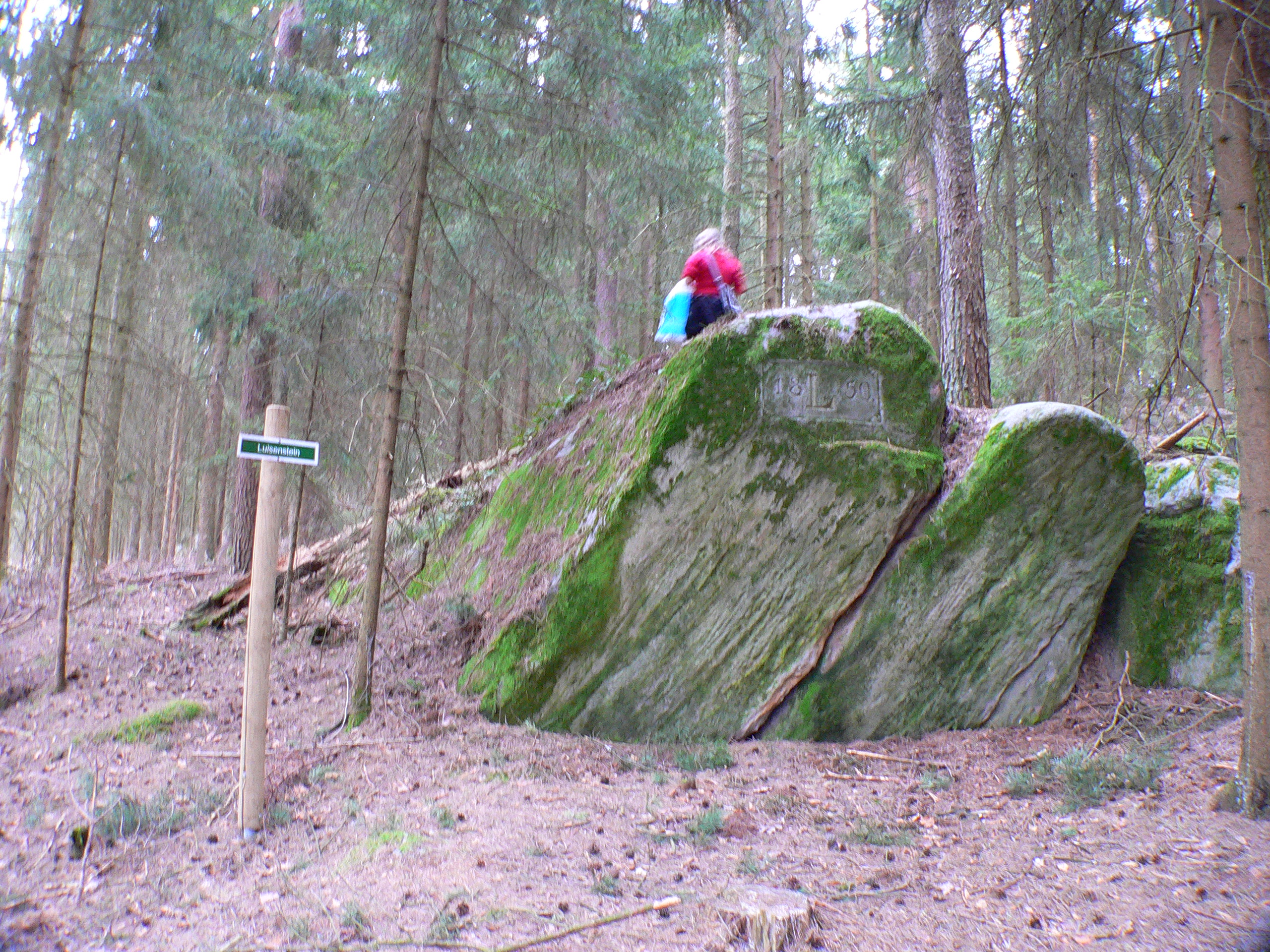
Luisenstein
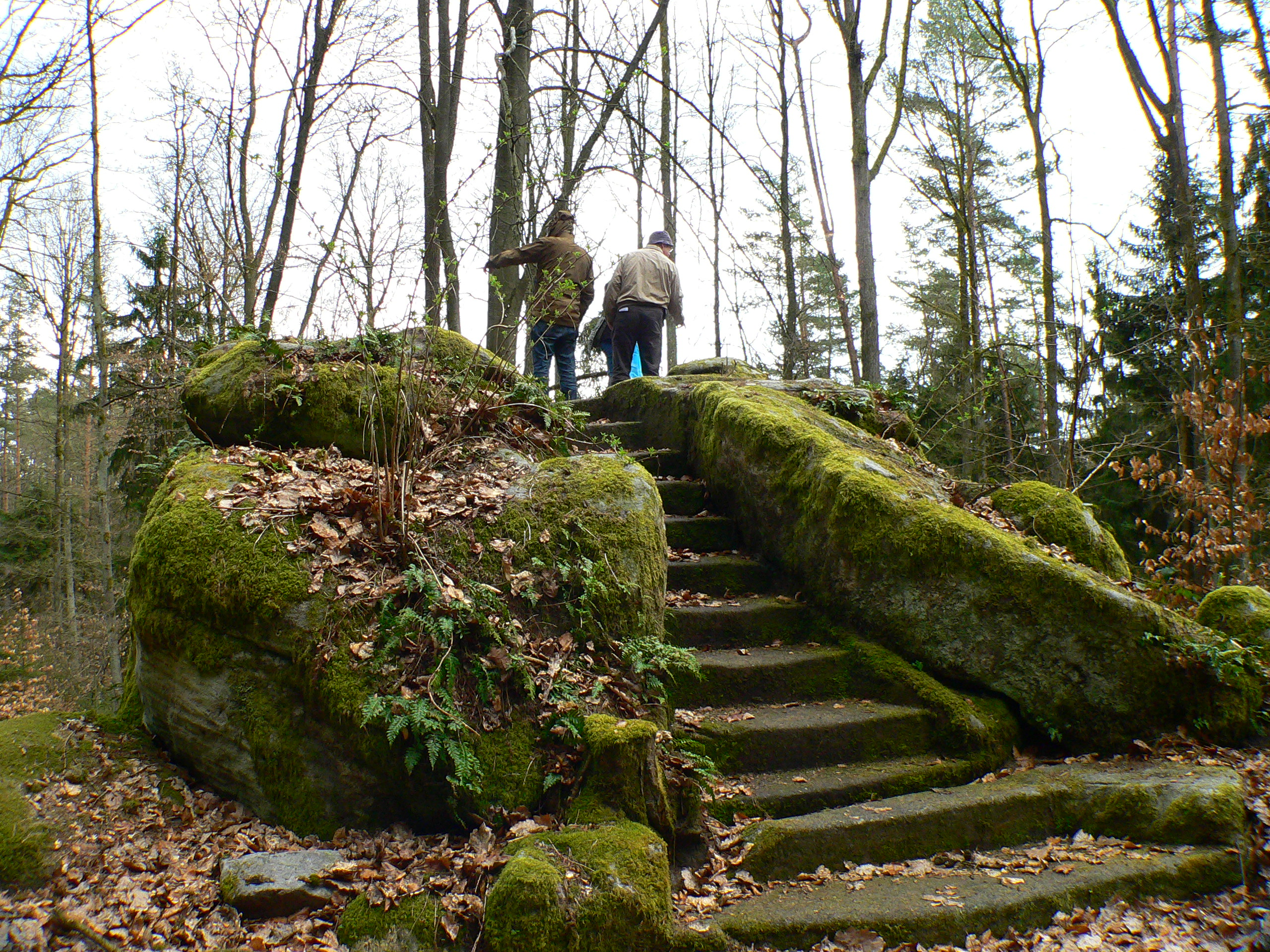
Querkelstein
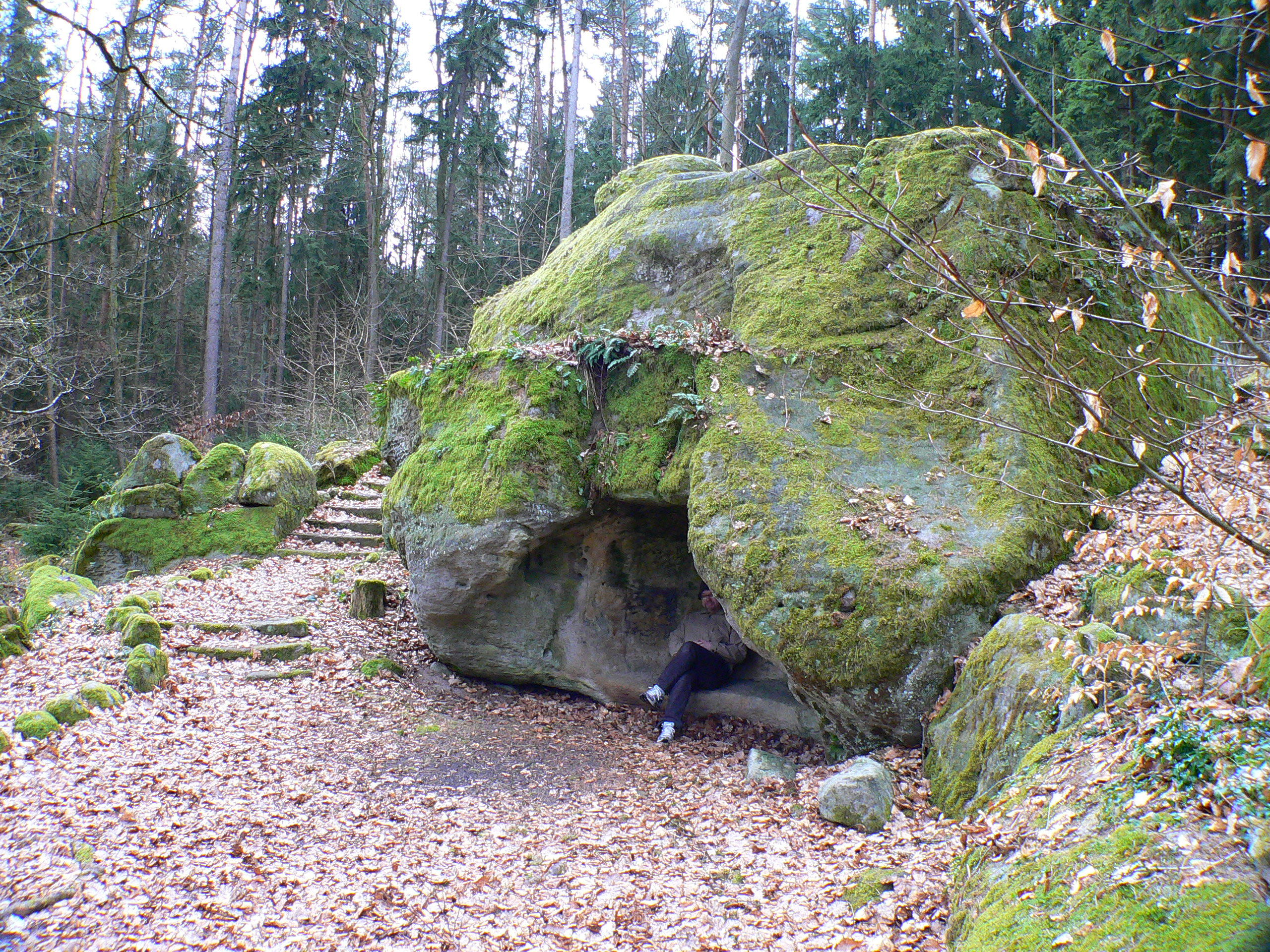
Querkelstein
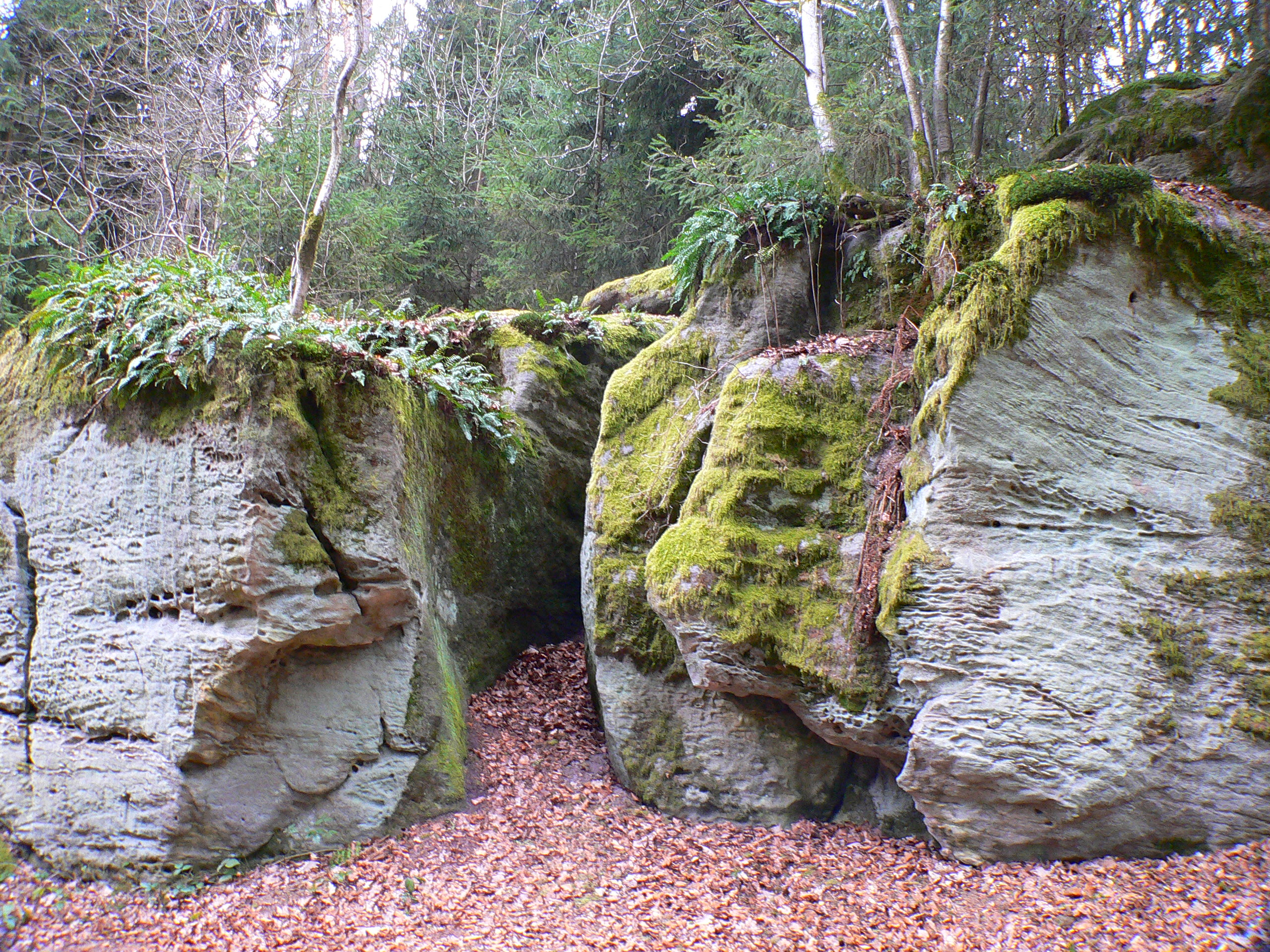
Spaltstein
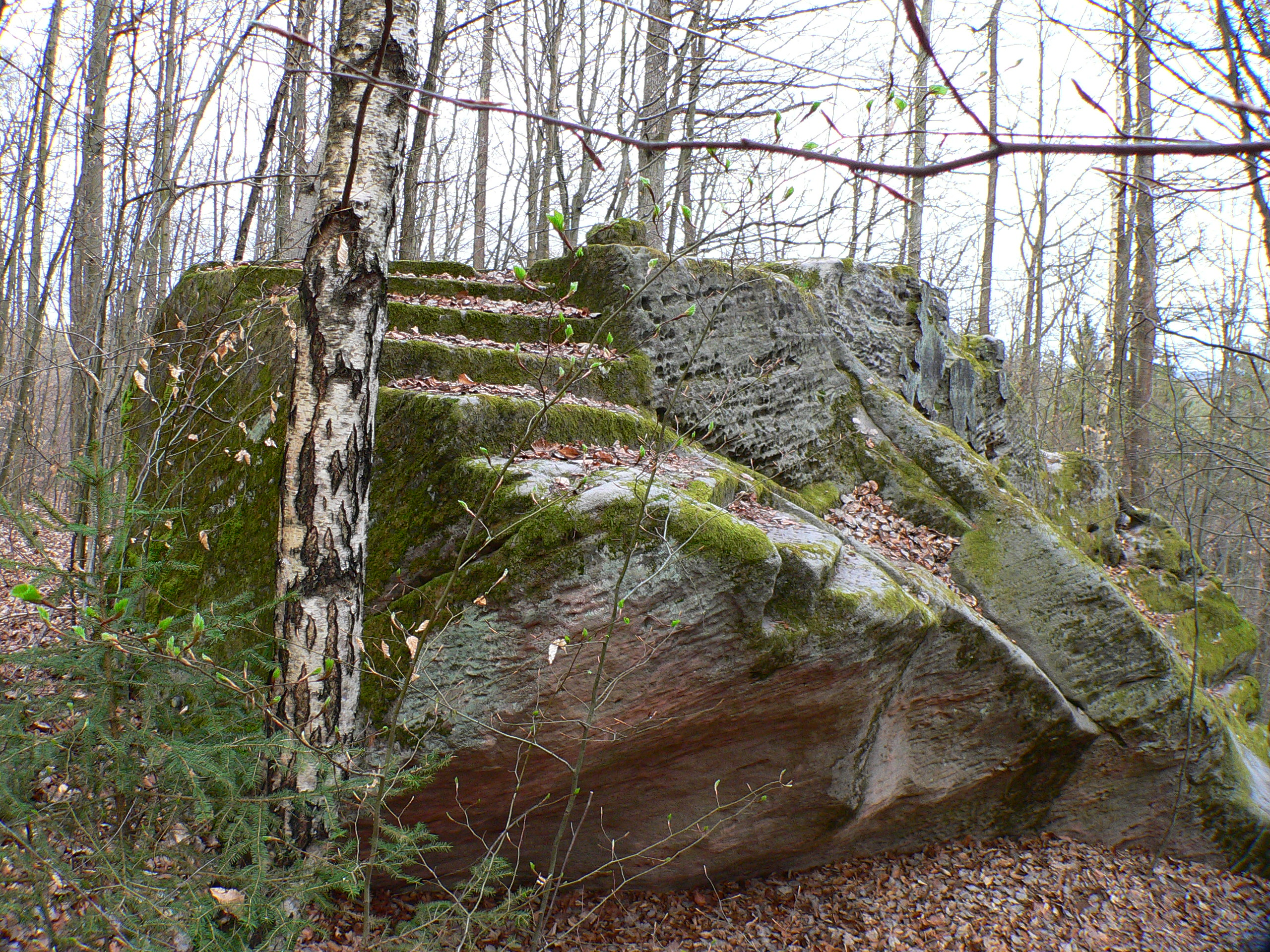
Teufelsstein